# Многообразие
В математиката, многообразие е пространство, което „отблизо“ прилича на пространствата, описани в евклидовата геометрия, но което глобално може да има много по-сложна структура (Евклидовите пространства, обаче, също са многообразия). Важно при разглеждане на многообразията е понятието размерност. Например, правата е едномерно, а равнината – двумерно многообразие.
В едномерните многообразия всяка точка има околност, която прилича на отсечка. Примери за едномерни многообразия са правата, окръжността, или двойка окръжности. В двумерните многообразия околността на всяка точка прилича на кръг. Пример за такива са равнината, повърхността на сферата, повърхността на тора. Размерността може и да е по-голяма, например пространство-времето в общата теория на относителността е четиримерно многообразие.
Многообразията са важни обекти в математиката и физиката, защото позволяват сложни пространства да се изразяват и изследват, като се използват по-добре изучените свойства на по-прости пространства.
Често се дефинират допълнителни структури върху многообразия. Примери за многообразия с допълнителна структура са диференцируемите многообразия, върху които може да се използва диференциално и интегрално смятане, римановите многообразия, върху които могат да се дефинират понятията дължина и ъгъл, симплектичните многообразия които служат за фазови пространства в класическата механика, и четиримерните псевдориманови многообразия, които моделират пространство-времето в общата теория на относителността.

## Мотивационен пример: окръжност
Окръжността е най-простия пример за топологично многообразие след евклидовото пространство. Нека е зададена окръжност с радиус 1 и център, съвпадащ с центъра на координатната система. Ако x и y са координатите на точките от окръжността, то за тях ще е изпълнено x² + y² = 1.
Локално, окръжността прилича на права линия, която е едномерна. Иначе казано, локално е нужна само една координата за описание на точките от окръжността. Например, точките от горната част на окръжността, за които y-координатата е положителна (жълтата част във Фигура 1), могат да се опишат чрез x-координатата си. Тоест е зададена непрекъсната биекция χtop, която изобразява жълтата част от окръжността в отворения интервал (−1, 1) чрез проекция по първата координата
{\displaystyle \chi _{\mathrm {top} }(x,y)=x.\,}
Такава функция се нарича карта. Аналогично могат да се дефинират карти за долната (червена), лявата (синя), и дясната (зелена) части на окръжността. Заедно тези части покриват цялата окръжност, а четирите карти образуват атлас на многообразието.
Горната и дясната карта се препокриват: тяхното сечение представлява четвъртината от окръжността за която x- и y-координатите са едновременно положителни. Двете карти χtop и χright изобразяват тази част биективно в интервала (0, 1). Следователно може да се конструира функция T от (0, 1) в себе си, която първо обръща жълтата карта и изпраща точката в окръжността, и след това проследява зелената карта и се връща пак в интервала:
{\displaystyle T(a)=\chi _{\mathrm {right} }\left(\chi _{\mathrm {top} }^{-1}(a)\right)=\chi _{\mathrm {right} }\left(a,{\sqrt {1-a^{2}}}\right)={\sqrt {1-a^{2}}}.}
Такава функция се нарича функция на прехода.
Горната, долната, лявата и дясната карти показват, че окръжността е многообразие, но те не образуват единствения възможен атлас. Картите не е нужно да бъдат геометрични проекции, и броят им е въпрос на избор. Например могат да се изберат следните карти
{\displaystyle \chi _{\mathrm {minus} }(x,y)=s={y \over {1+x}}}
и
{\displaystyle \chi _{\mathrm {plus} }(x,y)=t={y \over {1-x}}.}
Тук s е ъгловия коефициент на правата, минаваща през произволна точка с координати (x,y) и фиксираната точка (−1,0); t е аналогичното изображение с фиксирана точка (+1,0). Обратното изображение от s в (x,y) се дава чрез
{\displaystyle x={{1-s^{2}} \over {1+s^{2}}},\qquad y={{2s} \over {1+s^{2}}};}
Лесно може да се провери, че x²+y² = 1 за всички стойности на s. Тези две карти дават друг атлас на кръга, за който
{\displaystyle t={1 \over s}.}
Нито една от двете карти не покрива цялата окръжност: s изпуска точката (−1,0), а t – (+1,0). Може да се покаже, че не е възможно една-единствена карта да покрива цялата окръжност, откъдето се вижда, че дори и простите примери се нуждаят от гъвкавостта, която дават на многообразията и многото карти.
Многообразията не е нужно да са свързани (състоящи се от едно парче): двойка отделни окръжности също е топологично многообразие. Не е и нужно те да са затворени: отсечка без краищата си е многообразие. Многообразията не е нужно да са ограничени: параболата е пример за неограничено многообразие. Други примери са хиперболата и множеството от точките, които са решение на кубичното уравнение y² – x³ + x = 0, което не е нито свързано, нито затворено, нито ограничено.
Обаче, примери като две допиращи се окръжности, които образуват 8, не са многообразия, защото не може да се конструира задоволителна карта, изпращаща околност на общата точка в отворен интервал.
От гледна точка на диференциалното смятане, функцията на прехода T е функция между два отворени интервала, която е диференцируема. Същото е вярно и за другите функции на прехода в атласа. Следователно с този атлас, окръжността се превръща в диференцируемо многообразие. Всъщност тя е още гладко и аналитично.
Окръжността също притежава свойства, които позволяват тя да се разглежда като по-особен тип многообразие. По нея могат да се мерят разстояния между точки: дължината на дъгата между две точки. Следователно тя е и риманово многообразие.

## Математическа дефиниция
n-мерно многообразие е топологично пространство всяка точка на което има околност, хомеоморфна на n-мерно кълбо:
{\displaystyle \mathbf {B} ^{n}=\{(x_{1},x_{2},...,x_{n})|x_{1}^{2}+x_{2}^{2}+...+x_{n}^{2}<1\}.}
Има много различни видове многообразия. Най-простите са топологичните многообразия, които локално изглеждат като евклидови пространства. Всъщност, горната дефиниция е дефиниция точно на понятието топологично многообразие. Други типове многообразия имат допълнителна структура.